# Karl Schnabel
Karl Josef Schnabel (* 14. März 1938 in Dortmund; † 26. Februar 2017 in Marburg) war ein deutscher Politiker (SPD).

## Leben und Beruf
Schnabel war von Beruf Heizungsmonteur. Schnabel wurde in den Rat der Stadt Marburg gewählt und war von 1974 bis 1991 Kreistagsmitglied des Kreises Marburg-Biedenkopf. Von 1974 bis 1995 gehörte er dem Hessischen Landtag an. Schnabel ist seit 1997 ehrenamtlicher Kreisbeigeordneter des Landkreises Marburg-Biedenkopf. Er engagierte sich ehrenamtlich als Vorsitzender des DRK-Kreisverbands Marburg, dessen Ehrenvorsitzender er seit 2011 war, und als Vorsitzender des Marburger Vereins zur Förderung der Herzchirurgie. Karl Schnabel ist außerdem Gründer und Ehrenmitglied der Marburger Tafel. Darüber hinaus war er 1986 an der Gründung der Marburger NGO TerraTech Förderprojekte e.V. beteiligt, deren stellvertretender Vorsitzender er fünfzehn Jahre lang gewesen ist. 2005 erhielt er das Große Bundesverdienstkreuz. Schnabel war verheiratet und hat drei Söhne.